# Les Cabannes, Ariège
Les Cabannes (okcitansko Las Cabanas) je naselje in občina v južnem francoskem departmaju Ariège regije Jug-Pireneji. Leta 1999 je naselje imelo 359 prebivalcev.

## Geografija
Naselje se nahaja v Pirenejih ob reki Ariège in njenem levem pritoku Aston, 25 km južno od središča departmaja Foix.

## Uprava
Les Cabannes je sedež istoimenskega kantona, v katerega so poleg njegove vključene še občine Albiès, Appy, Aston, Aulos, Axiat, Bestiac, Bouan, Caussou, Caychax, Château-Verdun, Garanou, Larcat, Larnat, Lassur, Lordat, Luzenac, Pech, Senconac, Sinsat, Unac, Urs, Vèbre, Verdun in Vernaux z 2.644 prebivalci.
Kanton je sestavni del okrožja Foix.
1. ↑  »Populations légales 2016«. Nacionalni inštitut za statistične in gospodarske raziskave. Pridobljeno 25. aprila 2019.